# Зубницеві
Зубницеві, або чубатки (Notodontidae) — родина комах ряду метеликів.

## Опис
Тіло товсте, волохате; передні крила видовжено-трикутні, часто з волосистим зубцеподібним виростом посередині заднього краю. Яйця відкладають на листки дерев і кущів. Гусінь гола або вкрита дрібними волосками, часто з горбковидними виростами на спині; живиться листям. Лялечки в коконі або без нього, зимують, можуть перебувати в діапаузі 2—3 роки. Зубницеві поширені в лісових районах жарких і помірних поясів. Відомо бл. 3000 видів, в Україні — бл. 100 видів. Зубницеві — типові представники лісової фауни, деякі з них — шкідники; так, в'язовий ногохвіст (Exaereta ulmi) ушкоджує дерева родини в'язові; лунка срібляста (Phalera bucephala) — дуб, вербу, березу.

## Класифікація
Родина включає підродини:
Biretinae

Dioptinae

Dudusinae

Hemiceratinae

Heterocampinae

Notodontinae

Nystaleinae

Phalerinae

Platychasmatinae

Ptilodoninae

Pygaerinae

Stauropinae

Роди, що не увійшли до жодної підродини:
| - Afilia - Antheua - Antimima - Antithemerastis - Astylis - Cardiga - Cascera - Commonia - Datana — Phaleridae? - Destolmia - Didugua - Ecnomodes - Elymiotis - Euhyparpax - Farigia - Gallaba - Gargettiana - Hippia - Hobartina - Hylaeora | - Hyparpax - Lasioceros - Lirimiris - Litodonta - Lochmaeus - Macrurocampa - Medanella - Misogada - Nadata — Notodontidae? - Neola - Notela - Notodontella - Oligocentria - Omichlis - Ortholomia - Paracerura - Paradestolmia - Pentobesa - Pheraspis - Pheressaces | - Polychoa - Praeschausia - Psalidostetha - Pseudhapigia - Pseudoteleclita - Resomera - Resto - Rodneya - Sagamora - Schizura - Scrancia - Scythrophanes - Skewesia - Sorama - Sphetta - Symmerista - Theroa - Timoraca - Ursia |